# Ali Topuz
Ali Topuz né en 1932 à Çayeli et mort le 14 octobre 2019 à Istanbul, est un homme politique turc.
Diplômé de la faculté de l'architecture d'Université technique d'Istanbul. Il est membre du conseil central d'administration de la chambre d'architectes. Il est président de la fédération de CHP à Istanbul. Il est député d'Istanbul (1973-1980, 1987-1991, 1995-1999, 2002-2011). Il est ministre de la construction et du logement (1974) et des affaires rurales (1977 et 1978-1979). Il est secrétaire général adjoint de CHP et vice-président de CHP et entre 2003-2007 il est vice-président du groupe de CHP à la Grande Assemblée nationale de Turquie. Membre de conseil d'administration de Türkiye İş Bankası en 1995.